# Asplundia
Asplundia es un género con 100 especies  de plantas con flores perteneciente a la familia Cyclanthaceae. Se distribuyen por el Neotrópico desde el sur de México al sur de  Brasil. Comprende 109 especies descritas y de estas, solo 100 aceptadas.

## Descripción
Plantas terrestres con tallo corto hasta trepadoras. Lámina de las hojas generalmente más larga que ancha, bífida, 1 o 3-acostillada, los segmentos enteros o levemente lobado-crenados, raramente dentados o profundamente lacerados, costillas laterales, si presentes, lejos del margen o en el margen de la hoja la mayor parte de su longitud; pecíolo y vaina en conjunto generalmente casi tan largos como la lámina, aplanados y a menudo angostamente canaliculados distalmente. Espatas 3–6 (–8), dispersas a lo largo del pedúnculo, las superiores a veces agrupadas, espádice cilíndrico, raramente ovoide o esférico, anaranjado amarillento brillante o verde (raramente rojo o blanco) cuando maduro; flores estaminadas con número indefinido de partes, más o menos simétricas en un receptáculo infundibuliforme o asimétricas con tépalos en un lado del receptáculo plano, adelgazadas hacia el pedicelo, los estambres numerosos; flores pistiladas con 4 tépalos gruesos, libres o connados, a veces dentro de un verticilo de tejido adicional, base de los estaminodios a veces persistente y conspicua, estigmas lineares a ovoides vistos desde arriba, estilos libres, connados o ausentes. Frutos de los espádices maduros connados basalmente, regularmente dehiscentes en el ápice, las caperuzas cayendo en la madurez y mostrando una masa jugosa de semillas pequeñas; semillas ovado-elípticas, aplanadas, lustrosas.

## Distribución
Género con unas 100 especies, es el más grande de la familia, distribuido desde México hasta Bolivia y sureste de Brasil, también en las Antillas, principalmente bajo los 1500 m.

## Taxonomía
El género fue descrito por Gunnar Harling  y publicado en Acta Horti Bergiani 17(3): 41. 1954 La especie tipo es: Asplundia latifolia (Ruiz & Pav.) Harling. 

## Especies aceptadas
A continuación se brinda un listado de las especies del género Asplundia aceptadas hasta julio de 2014, ordenadas alfabéticamente. Para cada una se indica el nombre binomial seguido del autor, abreviado según las convenciones y usos.	
| 1. Asplundia acuminata - Perú 2. Asplundia ahlneri - Colombia 3. Asplundia alata - de Costa Rica a Perú 4. Asplundia albicarpa - de Costa Rica a Ecuador 5. Asplundia allenii - Panamá 6. Asplundia altiscandens - NO Brasil 7. Asplundia antioquiae - Colombia 8. Asplundia aulacostigma - Ecuador 9. Asplundia aurantiaca - de Nicaragua a Ecuador 10. Asplundia brachyphylla - Las Guayanas 11. Asplundia brachypus - S Brasil 12. Asplundia brasiliensis - Amazonas en Brasil 13. Asplundia brunneistigma - Costa Rica, Panamá 14. Asplundia cabrerae - Colombia, Ecuador 15. Asplundia caput-medusae - Venezuela 16. Asplundia cayapensis - Ecuador 17. Asplundia ceci Costa Rica, Colombia 18. Asplundia clementinae - Ecuador 19. Asplundia cupulifera - Colombia, Ecuador 20. Asplundia cuspidata - Ecuador 21. Asplundia cymbispatha - Bolivia 22. Asplundia divergens - NO Brasil 23. Asplundia domingensis - Ecuador 24. Asplundia dussii - Antillas 25. Asplundia ecuadoriensis - de Panamá a Perú 26. Asplundia euryspatha - Costa Rica, Panamá 27. Asplundia ewanii - Colombia, Ecuador 28. Asplundia fagerlindii - Ecuador 29. Asplundia fanshawei - Perú, Guyana, Surinam 30. Asplundia fendleri - Venezuela 31. Asplundia ferruginea - Costa Rica, Panamá, Nicaragua 32. Asplundia flavovaginata - de Costa Rica a NO Brasil 33. Asplundia gamotepala - Colombia, Ecuador, Perú 34. Asplundia gardneri - Brasil 35. Asplundia gigantea - Colombia 36. Asplundia glandulosa - Las Guayanas 37. Asplundia glaucophylla - Paraná 38. Asplundia gleasonii - Guyana 39. Asplundia goebelii - Tobago, Venezuela 40. Asplundia guianensis - Guyana 41. Asplundia harlingiana - Colombia 42. Asplundia helicotricha - Ecuador 43. Asplundia heteranthera Pará, Venezuela, Surinam, Guyana Francesa 44. Asplundia hookeri - Venezuela 45. Asplundia humilis - Perú 46. Asplundia insignis - Antillas 47. Asplundia isabellina - Costa Rica, Panamá, Ecuador 48. Asplundia krukoffii - NO Brasil 49. Asplundia labela - de Veracruz a Nicaragua 50. Asplundia latifolia - Perú, Guyana Francesa 51. Asplundia latifrons - Amazonas en Brasil 52. Asplundia liebmannii - de Veracruz a Nicaragua 53. Asplundia lilacina - Ecuador 54. Asplundia longicrura - NO Brasil 55. Asplundia longistyla - Colombia 56. Asplundia longitepala - Costa Rica, Panamá, Colombia 57. Asplundia luetzelburgii - Venezuela, NO Brasil 58. Asplundia lutea - Ecuador 59. Asplundia maguirei - Venezuela, Surinam, Guyana 60. Asplundia maximiliani - Bahía 61. Asplundia meraensis - Ecuador 62. Asplundia microphylla - de Ecuador a Nicaragua 63. Asplundia moritziana - Colombia, Venezuela, Brasil 64. Asplundia multistaminata - Nicaragua, Costa Rica, Panamá 65. Asplundia neblinae - Venezuela, Brasil 66. Asplundia nilssonii - Venezuela 67. Asplundia nonoensis - Ecuador 68. Asplundia pariensis - Venezuela 69. Asplundia parviflora - Perú 70. Asplundia pastazana Ecuador 71. Asplundia peruviana - Colombia, Ecuador, Perú 72. Asplundia pittieri - Costa Rica, Panamá, Colombia 73. Asplundia platanthera - Perú 74. Asplundia platyphylla - Colombia 75. Asplundia polymera - Brasil 76. Asplundia ponderosa - Colombia, NO Brasil 77. Asplundia pycnantha - Colombia, Ecuador 78. Asplundia quinindensis - Ecuador 79. Asplundia rhodea - Colombia 80. Asplundia rigida - Trinidad, República Dominicana, Antillas 81. Asplundia rivularis - SE Brasil 82. Asplundia sanctae-ritae - Costa Rica, Panamá ñ, Colombia 83. Asplundia sarmentosa - Colombia 84. Asplundia schizotepala - Ecuador, Perú, NO Brasil 85. Asplundia sleeperae - Nicaragua, Costa Rica, Panamá 86. Asplundia sparrai - Ecuador 87. Asplundia spectabilis - Venezuela 88. Asplundia stenophylla - de Costa Rica a Ecuador 89. Asplundia tetragona - Colombia - murapa 90. †Asplundia tetragonopus - Brasil pero extinta 91. Asplundia trilobulata - Colombia 92. Asplundia truncata - Ecuador 93. Asplundia ulei - Perú 94. Asplundia uncinata - Costa Rica, Panamá 95. Asplundia urophylla - Colombia 96. Asplundia utilis - de Belice a Ecuador 97. Asplundia vagans - de Guatemala a Bolivia 98. Asplundia vaupesiana - Colombia, Venezuela, NO Brasil 99. Asplundia venezuelensis - Venezuela 100. Asplundia xiphophylla - Colombia, Venezuela, Perú NO Brasil |